# Bulletje en Boonestaak Schaal
De Bulletje en Boonestaak Schaal is een Nederlandse stripprijs die van 2003 tot en met 2022 jaarlijks werd uitgereikt door Het Stripschap. De schaal werd uitgereikt aan één of enkele stripmakers die aan de wieg hebben gestaan van het Nederlandse beeldverhaal. De schaal was om die reden dan ook vernoemd naar de eerste Nederlandse populaire stripfiguurtjes Bulletje en Boonestaak.
De prijs werd uitgereikt op het stripfestival De Stripdagen.
Winnaars met een Wikipedia-artikel in 2024:
1. De Stripcollectie van het Allard Pierson Museum
2. Thom Roep
3. Patty Klein
4. Willy Lohmann
5. Jan van Haasteren
6. Dik Bruynesteyn
7. Dick Vlottes
8. Bert Bus
9. Henk Sprenger
10. Wim Meuldijk
11. Gerrit Stapel